# Relations entre le Maroc et la Pologne
Les relations entre le Maroc et la Pologne sont des relations bilatérales qui unissent ces deux États souverains. Les deux pays sont membres à part entière de l’Organisation mondiale du commerce, de l’Union pour la Méditerranée et des Nations Unies.

## Histoire

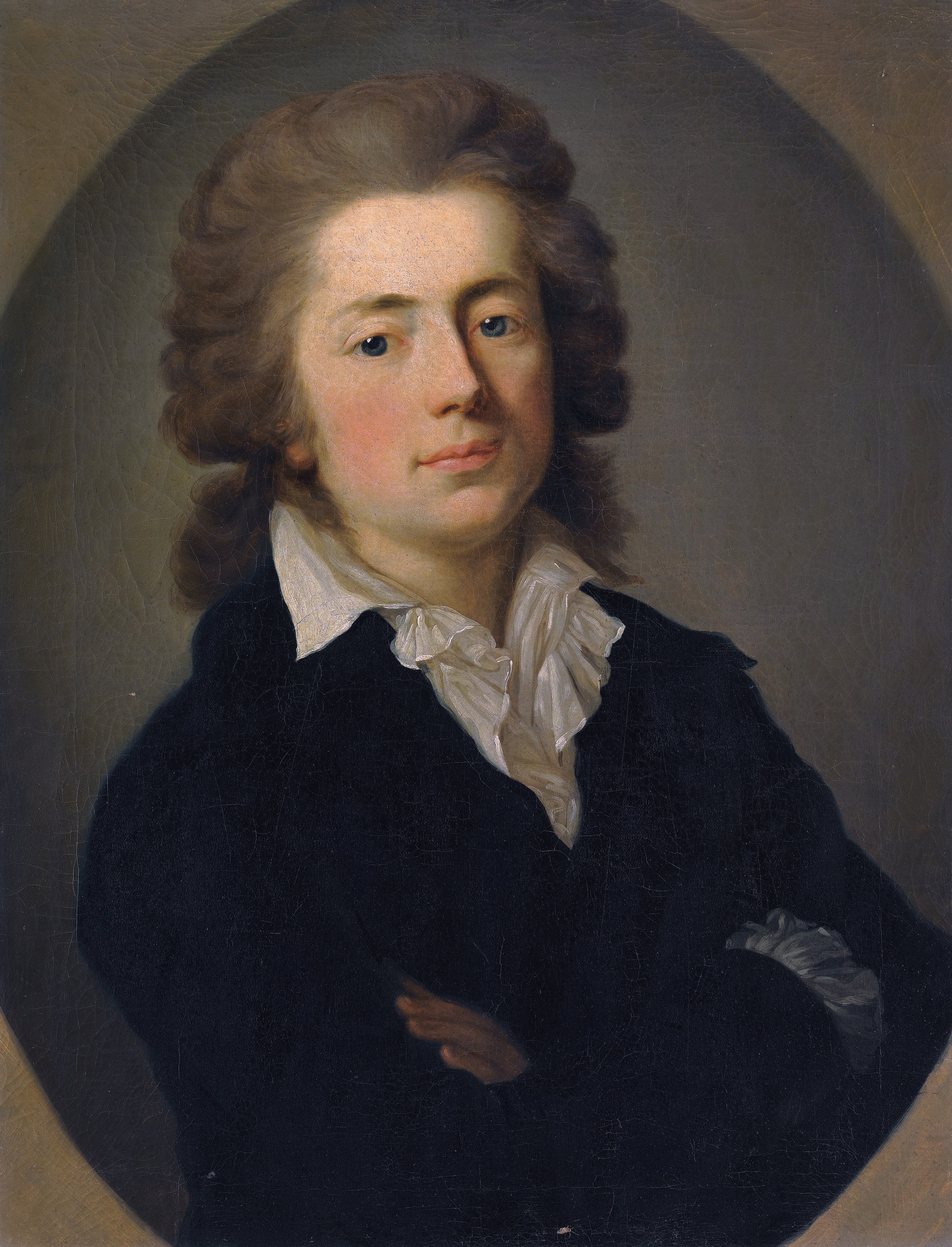
Jan Potocki, considéré comme le premier envoyé polonais au Maroc

Il existe plusieurs similitudes entre le Maroc et la Pologne, car les deux pays ont été fondés au Moyen Âge, tous deux étaient respectivement des puissances moyennes en Afrique du Nord-Ouest et en Europe centrale, et tous deux, à des moments différents, ont accédé au statut de grande puissance,, ; pourtant, pendant des siècles, il n'y a pas eu de relations officielles entre les deux — ce principalement à cause de la distance qui les séparait. L'écrivain et voyageur polonais des Lumières Jan Potocki est considéré comme le premier envoyé polonais au Maroc. Les relations entre les deux pays ne se développèrent cependant pas outre, car la Pologne perdit bientôt son indépendance à la suite des Partages — un sort ensuite partagé par le Maroc en 1912. Après la restauration de la Pologne indépendante en 1918, un consulat honoraire de Pologne fut installé à Casablanca de 1931 à 1945.
Les troupes polonaises et marocaines ont toutes deux combattu contre l'Allemagne nazie pendant la Seconde Guerre mondiale. Les prisonniers de guerre marocains comme polonais étaient détenus par les Allemands dans les camps de prisonniers de guerre du Stalag II-B, du Stalag II-D, du Stalag VIII-C et du Stalag XXI-A, situés respectivement à Czarne, Stargard, Żagań et Ostrzeszów,,. Les prisonniers de guerre marocains et polonais étaient soumis à de mauvais traitements de la part des Allemands, qui les considéraient comme « racialement inférieurs ». Les Polonais et les Marocains faisaient partie de la grande coalition alliée lors de la bataille de Monte-Cassino de 1944.
Les relations diplomatiques ont été établies en 1959, après la restauration de l'indépendance marocaine. En 1962-1965, la société polonaise CEKOP a construit la première raffinerie de sucre du Maroc à Sidi Slimane. Les Polonais ont introduit la culture de la betterave sucrière au Maroc et ont également construit des usines chimiques dans le pays. Les architectes polonais ont conçu un certain nombre de bâtiments à Casablanca après la Seconde Guerre mondiale.
Un accord de coopération culturelle entre le Maroc et la Pologne a été signé à Rabat en 1969, remplacé par un nouvel accord en 2013. Après 1978, environ 300 professeurs de lycée et d’université polonais ont été envoyés au Maroc.

## Relations actuelles

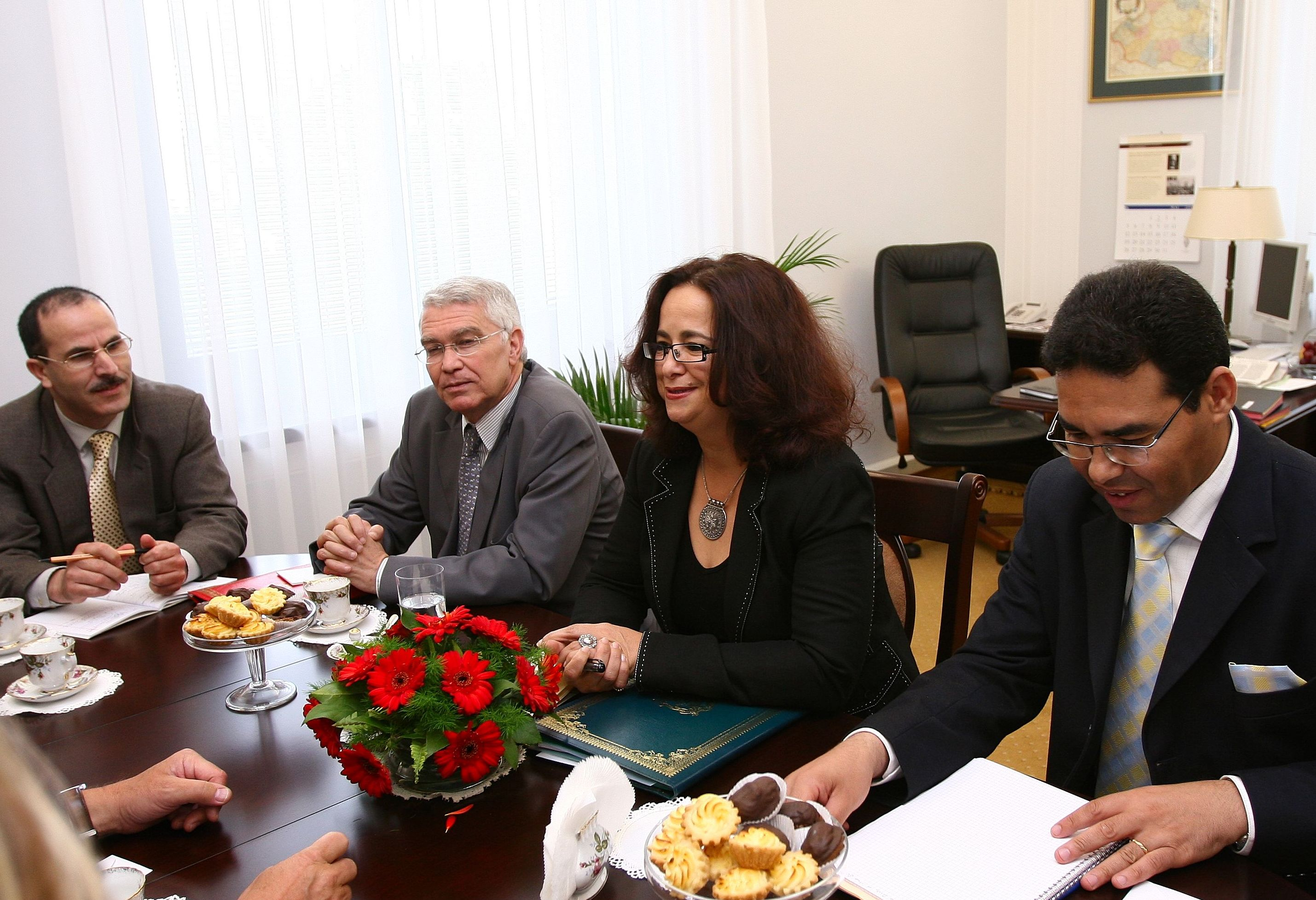
Visite de la Secrétaire d'État aux Affaires étrangères du Maroc Latifa Akherbach au Sénat de Pologne en 2008

En 1994, une convention de double imposition a été signée entre les deux pays à Rabat.
En janvier 2010, Abbas El Fassi est devenu le premier Premier ministre marocain à effectuer une visite officielle en Pologne. En avril 2010, Abbas El Fassi a assisté aux funérailles nationales de Lech et Maria Kaczyński à Cracovie, et ce malgré la perturbation du transport aérien en raison de l'éruption de l'Eyjafjallajökull en 2010.
L’un des domaines phares de coopération entre la Pologne et le Maroc est l’archéologie. En 2022, des Polonais et des Marocains ont découvert conjointement une ancienne tour d'observation romaine à Volubilis, la première tour de ce type à être découverte au Maroc.
La Pologne a envoyé deux équipes de secours pour participer aux opérations de secours après le tremblement de terre de Marrakech-Safi au Maroc en 2023.

## Missions diplomatiques

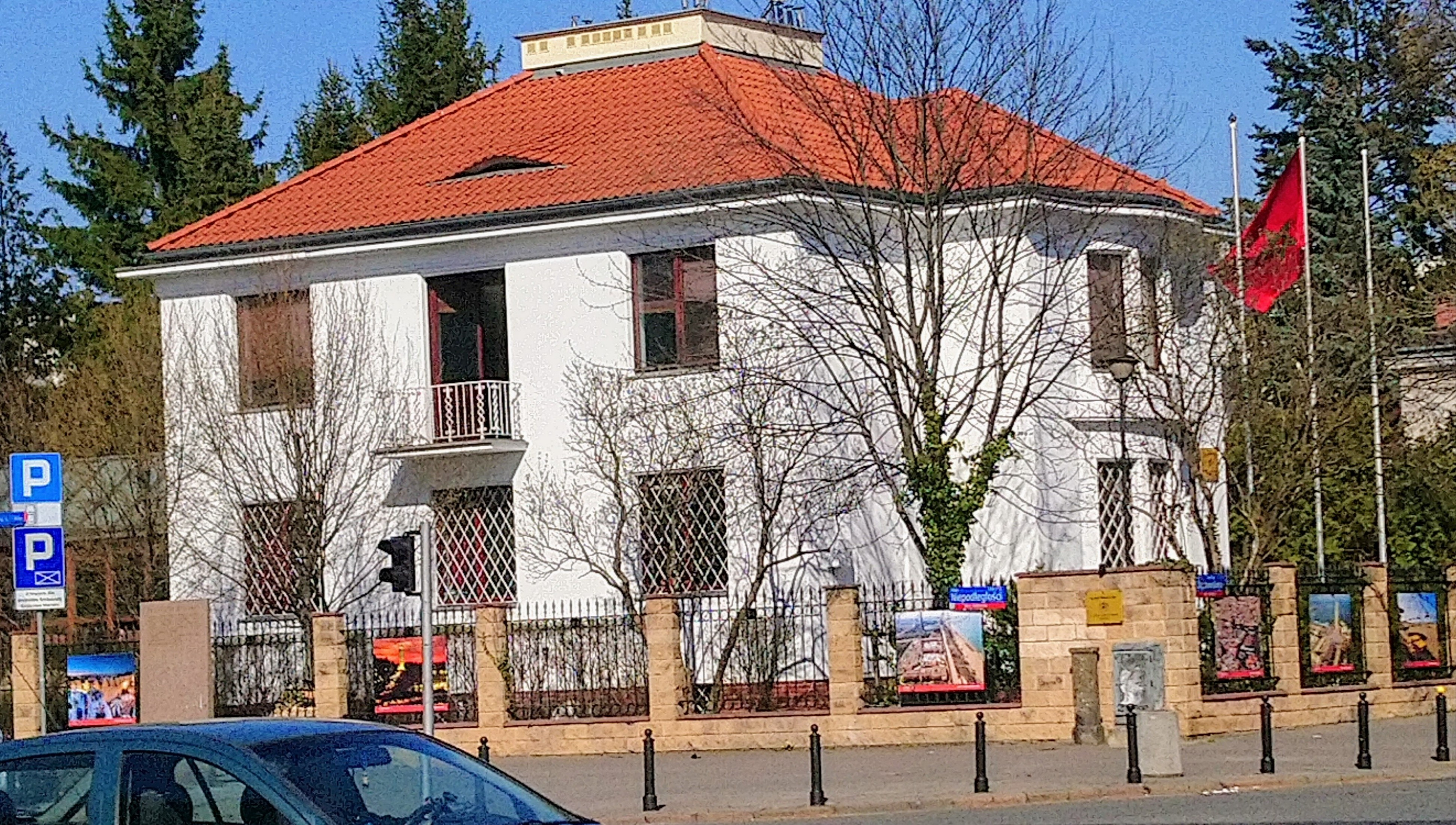
Ambassade du Maroc à Varsovie

- Le Maroc dispose d'une ambassade à Varsovie et d'un consulat honoraire à Poznań.
- La Pologne dispose d'une ambassade à Rabat et d'un consulat honoraire à Marrakech[15].